# Romuald Giegiel
Romuald Giegiel (né le 8 mai 1957 à Varsovie) est un athlète polonais, spécialiste du 110 mètres haies.

## Biographie
En début de saison 1984, Romuald Giegiel remporte le titre du 60 m haies des Championnats d'Europe en salle de Göteborg en établissant la meilleure performance chronométrique de sa carrière en 7 s 62. Il devance le Hongrois György Bakos et le Tchécoslovaque Jiří Hudec . Il atteint à deux reprises la finale des Championnats d'Europe en plein air, en 1978 (7e place) et 1982 (6e place).

### Palmarès
| Date | Compétition                    | Lieu         | Résultat | Épreuve     |
| ---- | ------------------------------ | ------------ | -------- | ----------- |
| 1978 | Championnats d'Europe          | Prague       | 7e       | 110 m haies |
| 1979 | Championnats d'Europe en salle | Vienne       | 5e       | 60 m haies  |
| 1980 | Championnats d'Europe en salle | Sindelfingen | 2e       | 60 m haies  |
| 1982 | Championnats d'Europe          | Athènes      | 6e       | 110 m haies |
| 1983 | Championnats d'Europe en salle | Budapest     | 6e       | 60 m haies  |
| 1984 | Championnats d'Europe en salle | Göteborg     | 1er      | 60 m haies  |
| 1986 | Championnats d'Europe en salle | Madrid       | 6e       | 60 m haies  |

### Records
| Épreuve     | Performance | Lieu     | Date         |
| ----------- | ----------- | -------- | ------------ |
| 60 m haies  | 7 s 62      | Göteborg | 1984         |
| 110 m haies | 13 s 57     | Varsovie | 28 août 1982 |